# Malešov (Hoštka)
Malešov (německy Malschen) je vesnice, část města Hoštka v okrese Litoměřice. Nachází se asi tři kilometry severně od Hoštky. Malešov leží v katastrálním území Malešov u Hoštky o rozloze 7,19 km².

## Název
Název vesnice je odvozen z osobního jména Maleš ve významu Malešův dvůr. V historických pramenech se objevuje ve tvarech: Namalesoue (okolo 1088), Namalesowe (1222), Malessow (1230–1253), Malezow (1285), Maleschow (1356), Malessan (1352), Malessow (1369), Malešov (1527), Malessow (1654), Malschen (1720), Malschen a Malešchow (1833).

## Historie
První písemná zmínka pochází z doby okolo roku 1088. Král Vratislav II. věnoval devět lánů polí na Malešově kapitule na Vyšehradě. Toto vlastnictví bylo přiděleno kapitulnímu proboštovi, ale ten je vyměnil spolu s jinými nemovitostmi za clo v Prachaticích.[zdroj⁠?!] V roce 1930 v obci žilo 500 obyvatel, z toho 461 bylo německé národnosti. Od roku 1961 je částí obce Hoštka.

## Obyvatelstvo
|           | 1869 | 1880 | 1890 | 1900 | 1910 | 1921 | 1930 | 1950 | 1961 | 1970 | 1980 | 1991 | 2001 | 2011 |
| --------- | ---- | ---- | ---- | ---- | ---- | ---- | ---- | ---- | ---- | ---- | ---- | ---- | ---- | ---- |
| Obyvatelé | 480  | 531  | 554  | 520  | 530  | 514  | 500  | 277  | 225  | 192  | 165  | 144  | 186  | 156  |
| Domy      | 92   | 82   | 98   | 104  | 110  | 110  | 112  | 83   | 63   | 55   | 48   | 56   | 60   | 61   |

## Pamětihodnosti
- Kostel svatého Jiří